# 20 złotych Bitwa Warszawska 1920
20 złotych Bitwa Warszawska 1920 – polski banknot kolekcjonerski o nominale dwudziestu złotych, wprowadzony do obiegu 11 sierpnia 2020 roku, zarządzeniem z 24 lipca 2020 r.

## Awers
Na awersie umieszczono wizerunek Józefa Piłsudskiego zaczerpnięty z obrazu Kazimierza Mańkowskiego pt. „Rok 1920". Na dalszym planie znajdują się zarysy budowli warszawskich. Na lewej stronie awersu znajduje się awers Krzyża Walecznych z polskim orłem i napisem „Na polu chwały" i datą 1920. W górnym prawym rogu znajduje się napis NIEPODLEGŁOŚĆ wpisany w wieniec z liści dębu oraz elementy graficzne i motywy roślinne znajdujące się na banknotach marek polskich, w tym wizerunek orła i monogram RP widniejące na banknocie 100 marek polskich z 1919 roku. W lewym górnym rogu znajduje się nominał, polskie godło i napis NARODOWY BANK POLSKI.

## Rewers
Na rewersie banknotu pod barwami narodowymi znajduje się środkowy fragment obrazu Jerzego Kossaka pt. „Cud nad Wisłą" z dominującą postacią księdza Ignacego Skorupki. Na górze znajdują się: wieniec z liści wawrzynu, medal pamiątkowy za wojnę 1918–1921, nominał i napis NARODOWY BANK POLSKI. Na dole znajduje się napis „niepodległa" i fragment odezwy Rządu Obrony Narodowej „Ojczyzna w Niebezpieczeństwie" z 5 sierpnia 1920 roku.

## Nakład
Polska Wytwórnia Papierów Wartościowych wydrukowała 60 000 banknotów, o wymiarach 77 mm x 150 mm, wg projektu Justyny Kopeckiej.

## Opis
Jest to 12. banknot kolekcjonerski wydany przez PWPW i upamiętnia 100 rocznicę Bitwy Warszawskiej.

## Zabezpieczenia
Banknot ma zabezpieczenia takie jak:
- efekt kątowy
- mikrodruk
- druk techniką stalorytniczą
- recto-verso
- znak wodny
- znak UV
- druk irysowy
- relief
- tło rastrowe
- tłoczona złota folia[4]